# Bernard Fresson
Bernard Fresson (ur. 27 maja 1931 w Reims, zm. 20 października 2002 w Orsay) – francuski aktor filmowy, teatralny i telewizyjny. W czasie swojej kariery wystąpił w 175 filmach i serialach telewizyjnych.

## Życiorys
Urodził się w Reims w rodzinie piekarza. Uczęszczał do Lycée privé Sainte-Geneviève, po czym w 1953 roku ukończył studia na HEC Paris. Studiował w klasie teatralnej Tani Bałaszowej w Paryżu, a następnie dołączył do zespołu Narodowego Teatru Popularnego Jeana Vilara w Palais de Chaillot.
Zadebiutował na dużym ekranie w filmie Alaina Resnais'go Hiroszima, moja miłość (1959) jako niemiecki żołnierz. Do jego znaczących ról filmowych należą: Gilbert w Uwięzionej (1968) Henriego-Georges'a Clouzota, Matt w Z (1969) Costy-Gavrasa, inspektor Barthelmy we Francuskim łączniku II (1975) Johna Frankenheimera, Scope w Lokatorze (1976) Romana Polańskiego czy Morin w Ulicy bez powrotu (1989) Samuela Fullera.
Role w filmach Kelner! (1983) Claude'a Sauteta i Plac Vendôme (1998) Nicole Garcii przyniosły mu nominacje do Cezara dla najlepszego aktora drugoplanowego.